# Фосфид цинка
Фосфи́д ци́нка — бинарное неорганическое химическое соединение цинка и фосфора. Химическая формула Zn3P2. При нормальных условиях представляет собой тёмно-серые кристаллы со стеклообразным изломом с характерным чесночным запахом. Запах обусловлен гидролизом фосфида цинка влагой воздуха c выделением весьма ядовитого газа — фосфина.
Нерастворим в воде, но медленно взаимодействует с ней. Реагирует с кислотами, выделяя фосфин. Растворим, в частности, в спирте и бензине.
Применяется в качестве яда для уничтожения грызунов.

## Получение
- Сплавлением красного фосфора с цинковой пылью:

{\displaystyle {\mathsf {3Zn+2P\longrightarrow Zn_{3}P_{2}}}}

## Химические свойства
- Гидролиз:

{\displaystyle {\mathsf {Zn_{3}P_{2}+6H_{2}O\longrightarrow 2PH_{3}\uparrow +3Zn(OH)_{2}\downarrow }}}
- Взаимодействие с кислотами:

{\displaystyle {\mathsf {Zn_{3}P_{2}+6HCl\longrightarrow 2PH_{3}\uparrow +3ZnCl_{2}}}}

## Применение
Фосфид цинка используется как родентицид. Смесь пищевой приманки и фосфида цинка помещают в местах, посещаемых грызунами. Ядовитое действие вещества обусловлено взаимодействием соляной кислоты в желудочном соке пищеварительной системы грызуна с образованием фосфина.
Такой метод уничтожения крыс и мышей эффективен при приобретении грызунами устойчивости к другим, например, органическим, ядам.
Аналогично отравляюще действуют фосфид алюминия и фосфид кальция, эти соединения также применяются в качестве зооцидов.
Обычно при приготовлении отравленных приманок фосфид цинка добавляют в количестве по весу приблизительно 2—5 %. У таких приманок сильный и острый, подобный чесночному, аромат, который, вероятно, привлекает грызунов. Приманки должны содержать достаточное количество яда, чтобы заведомо смертельно отравить грызунов; несмертельная концентрация яда в приманке вызывает у грызунов после поедания приманки отвращение к таким приманкам, что делает их неэффективными.

## Токсичность
Вещество весьма ядовито для человека. Раздражает дыхательные пути. Вдыхание фосфина, образующегося при гидролизе фосфида цинка, может вызвать отёк лёгких. Поражает печень, почки, сердце и нервную систему. Приём внутрь большой дозы может вызвать смерть.
Симптомы отравления
При отравлении фосфидом цинка характерны признаки: жажда, тошнота, рвота, понос; тяжесть в голове, боли в области затылка; общая слабость, озноб, стеснённое дыхание, чувство страха, чувство сдавленности в груди.
Первая помощь при отравлении
При отравлении веществом пострадавшему необходимо принимать внутрь 1%-ный раствор медного купороса (по чайной ложке через 5 минут) или 0,03 % раствор перманганата калия (через 5 минут по столовой ложке) до наступления рвоты; после этого дать солевое слабительное, слизевые отвары и подщелочённую бикарбонатом натрия воду. В дальнейшем — симптоматическое лечение. Жиры, касторовое масло, яйца и молоко при лечении отравления применять недопустимо.